# Argileonis
Argileonis (grec ancien : Ἀργιλεωνίς), mère de l'officier spartiate Brasidas pendant la guerre du Péloponnèse. 
Lorsque les ambassadeurs d'Amphipolis apportèrent la nouvelle de la mort de Brasidas, Argileonis demanda s'il s'était comporté courageusement; et en réponse à leurs dires le peignant comme le meilleur des Spartiates, elle répondit que les étrangers étaient dans l'erreur; Brasidas était un homme courageux, mais il y en avait de bien meilleurs à Sparte. La réponse devint célèbre et Argileonis en aurait été récompensée par les Éphores.

## Sources
- Cet article intègre du contenu d'une publication du domaine public : (en) « CLOUGH, Arthur Hugh (1870). "Argileonis". In SMITH, William (ed.). », dans Dictionary of Greek and Roman Biography and Mythology, 1870
. 1. p.280.